# Mládenecké hospodářství
Mládenecké hospodářství (v německém originále Die Junggesellen-Wirthschaft) je komická opera (singspiel) o jednom dějství českého skladatele Vojtěcha Jírovce na text Georga Friedricha Treitschkeho, napsaný podle libreta francouzského dramatika Augusta Creuzého de Lessera Mládenecká snídaně (Le Déjeuner des garçons). Premiéru opery uvedlo 18. června 1807 vídeňské Divadlo u Korutanské brány (Theater am Kärntnertor).

## Vznik, charakteristika a historie
Skladatel Vojtěch Jírovec byl v roce 1804 jmenován druhým kapelníkem vídeňského dvorního divadla a v této funkci v následujících letech napsal velké množství oper (jakož i baletů), z nichž některé byly rozměrné, velkou část však tvořily jednoaktové komické opery. Jednou z nejúspěšnějších bylo Mládenecké hospodářství.

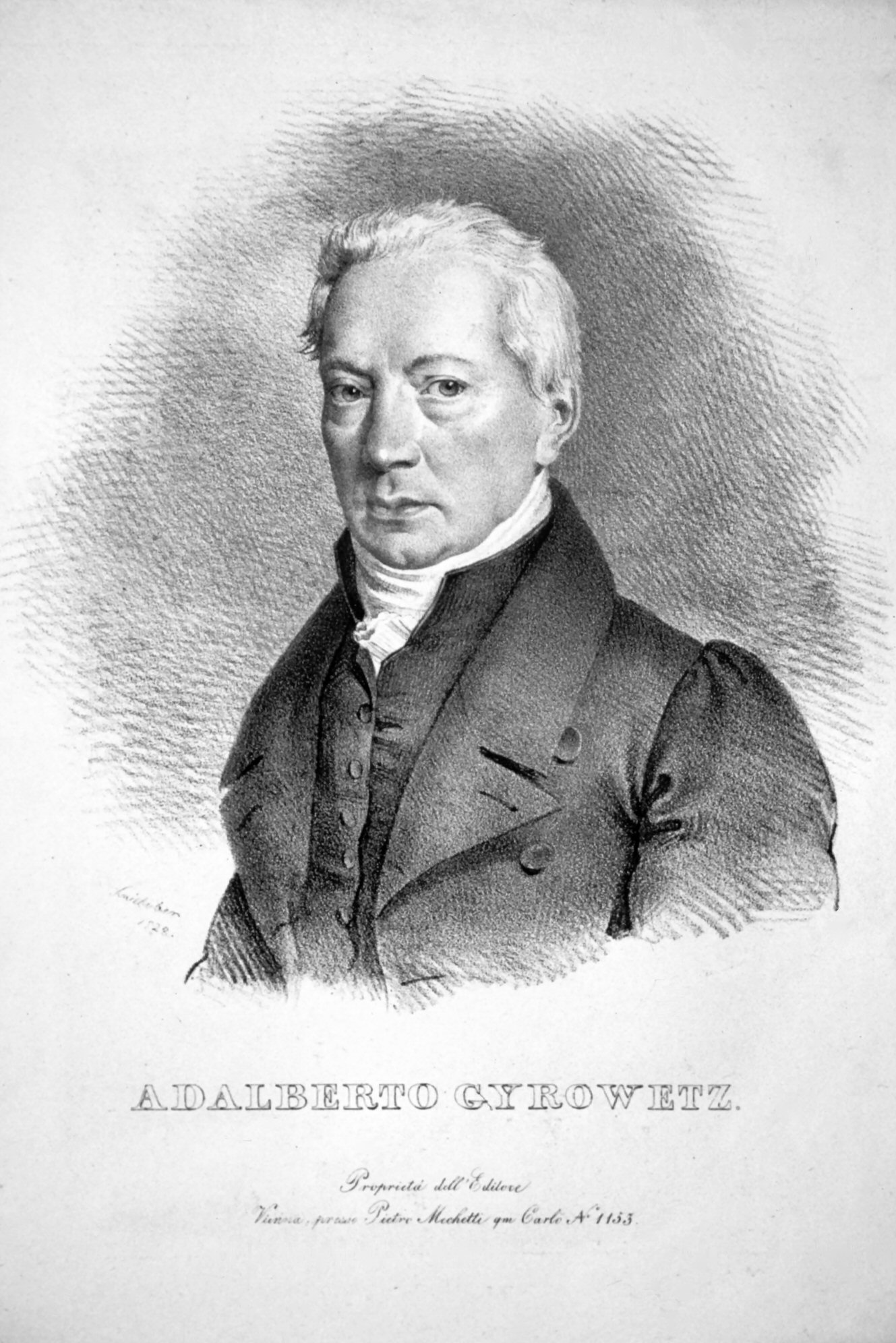
Vojtěch Jírovec, litografie Josefa Kriehubera z roku 1828

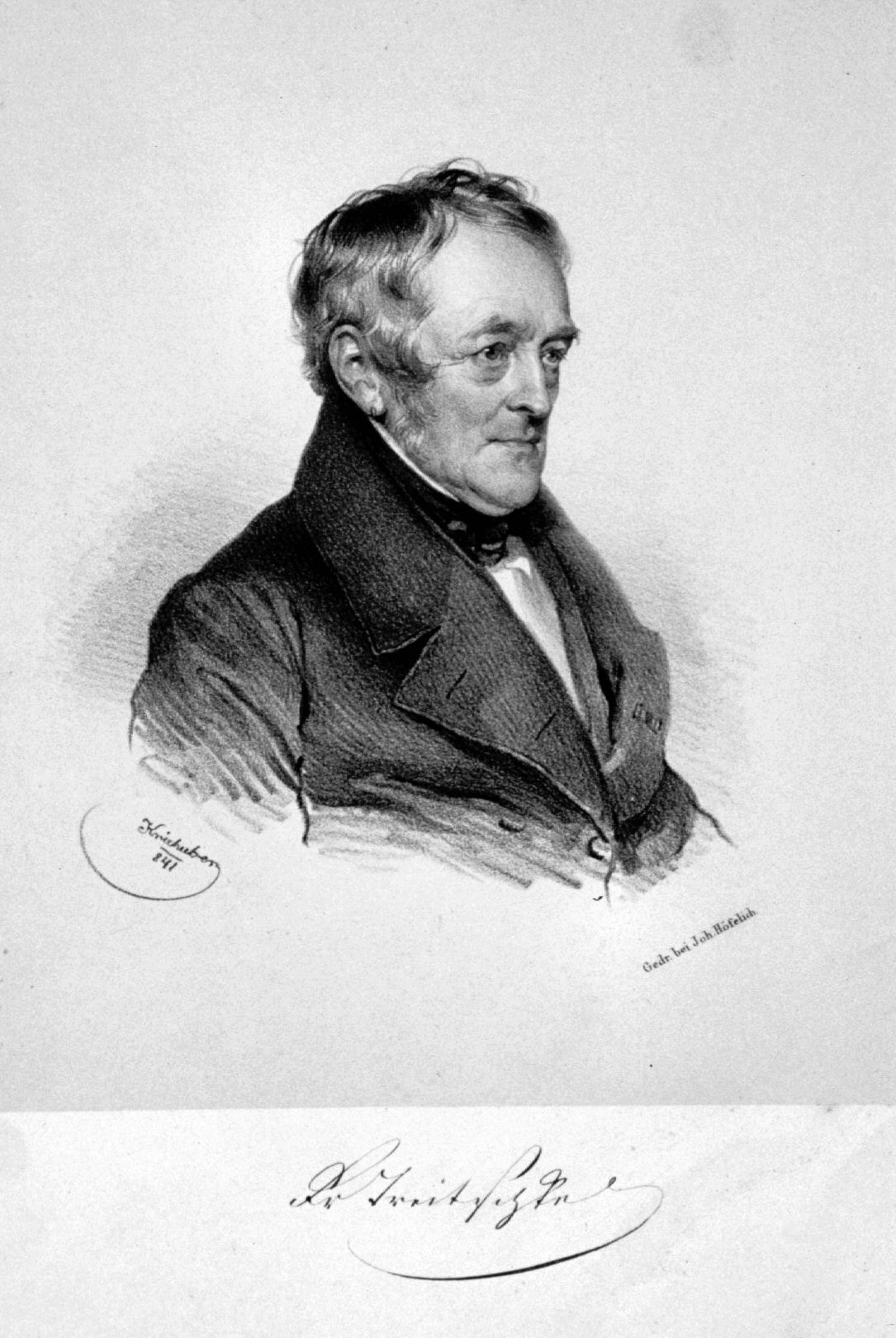
Libretista Mládeneckého hospodářství Georg Friedrich Treitschke, litografie Josefa Kriehubera z roku 1841

Námět této drobné opery spočívá v konfrontaci neprostupných společenských vrstev – v komice „pánů“ hrajících si na sluhy. Měl dlouhou historii, neboť vycházel z veršované veselohry Špatně připravená večeře (Le Souper mal apprêté) francouzského dramatika Noëla Lebretona, pána de Hauteroche (1617–1707), která měla premiéru roku 1670. Tuto látku využil roku 1806 baron Auguste Creuzé de Lesser (1771–1839) k libretu Mládenecké snídaně Le Déjeuner de garçons, které zhudebnil maltský skladatel Nicolas (Nicolò) Isouard. Jeho opéra comique měla premiéru v divadle Opéra-Comique (Salle Feydeau) dne 24. dubna 1806. Hrála se i v německy mluvícím prostoru, například v letech 1813 a 1828 v Berlíně. Pro Jírovce francouzskou předlohu přeložil a upravil německý spisovatel a entomolog Georg Friedrich Treitschke (1776–1842), který byl od roku 1802 zaměstnán jako režisér a dramatik císařských dvorních divadel ve Vídni.
Časopis Zeitung für Theater, Musik und Poesie ve své recenzi připomínal, že kritizoval již činoherní podobu tohoto námětu, která se na jevišti objevila dříve, zejména co do překladu. „Stejně málo se dá říci o tomto zvětralém poněmčení, které není schopno tlumočit vtip Francouzů a zábavnost jejich plánů a které všude vynáší na světlo těžkopádný a hrubý krok upravovatele. […] O obsahu a o chybách tohoto produktu již neztratíme ani slabiku, více však o krásné hudbě, která musela této matné kopii pomáhat k životu. Pan Jírovec, který nám již v líbivém lehkém žánru podal mnohé ukázky své zručnosti, se opět ukázal jako skladatel a básník tónů, když již v předehře i v následujících zpěvních číslech prokázal originalitu a přiměřenost účelu. Všude tryská oheň jeho fantazie a soustavně je provázen tvůrčí silou, která je i pro méně muzikální ucho pochopitelná a příjemná. Taková snaha o výraz zasluhuje, abychom mu vzdali vřelé díky a pozorně sledovali všechnu jeho následující uměleckou tvorbu.“ Avšak jiné listy byly k libretu přívětivější. Odborný časopis Allgemeine musikalische Zeitung tvrdil, že Mládenecké hospodářství je „malá hříčka […] s několika komickými situacemi a řadou vtipných nápadů – k níž Jírovec napsal dosti zběžnou hudbu. Avšak dvojzpěv, ve kterém si oba mládenci zkoušejí své role, nám prokazuje vůbec ne zanedbatelný talent skladatele pro skutečnou komiku.“ Poznamenal přitom, že obecenstvu se tato opera líbila. Časopis Zeitung für die elegante Welt mínil, že děj je „skutečně veselý“ a že „Jírovcova hudba je lehká a line se příjemně do ucha“. Podobného názoru bylo zjevně i diváctvo, Mládenecké hospodářství se stalo jedním z Jírovcových nejoblíbenějších děl. Divadlo u Korutanské brány ho nově nastudovalo roku 1816 a dávalo ho až do 22. března 1822, kdy počet představení dosáhl šedesáti.

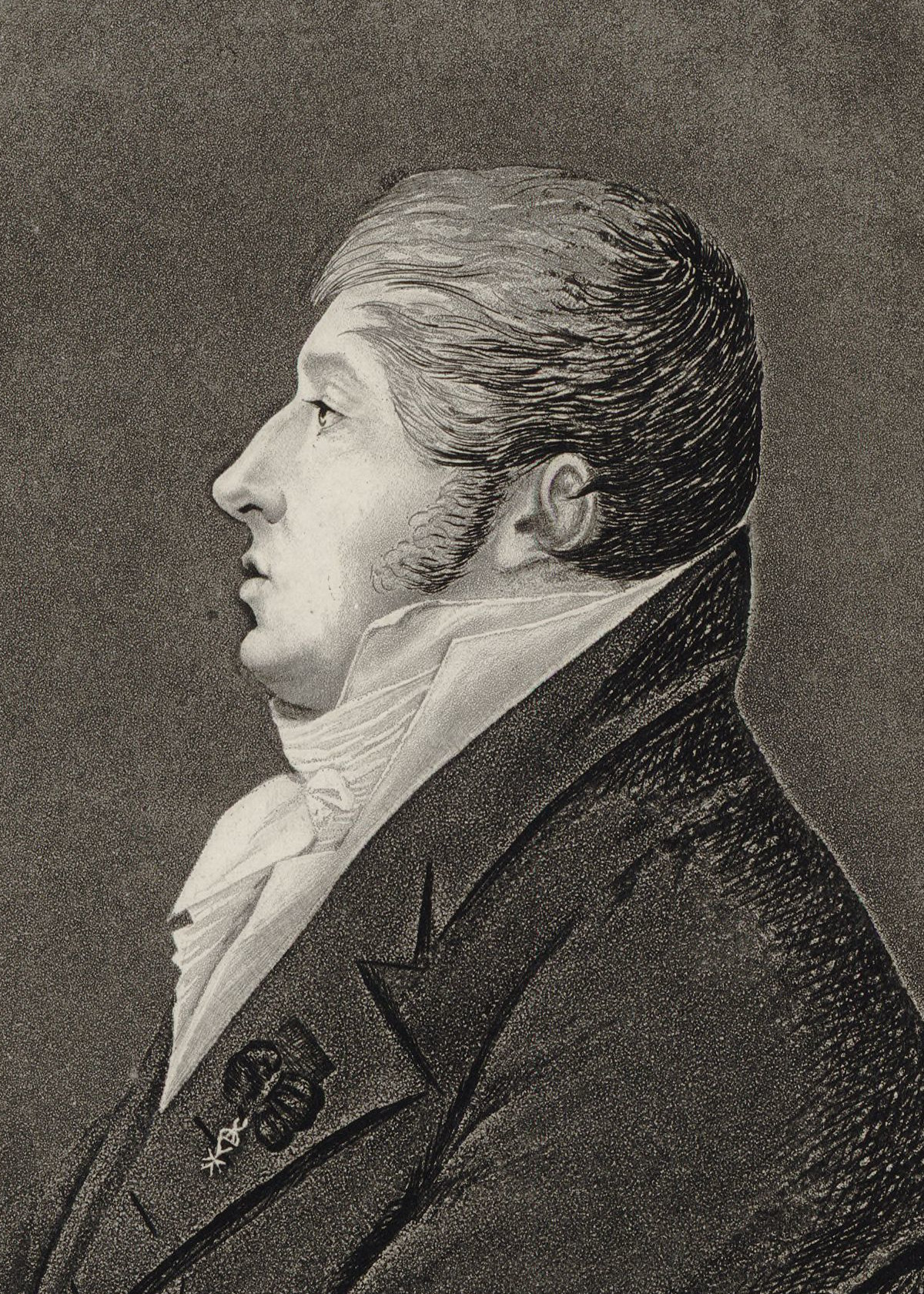
Maltsko-francouzský skladatel Nicolas Isouard, jehož opera Mádenecká snídaně byla předlohou Jírovcovy opery

Podobné dlouhodobé popularity dosáhlo též v německém divadle v Budíně a Pešti (premiéra 18. listopadu 1811). Rovněž se hrál v řadě jiných německých divadel (1808 Lipsko, 1809 Výmar a Stuttgart, 1819 Drážďany atd.), přestože mu, jak bylo zmíněno výše, přitom konkuroval překlad původní Isouardovy verze. O tom, že se hrál i na nejskromnějších místech, svědčí skutečnost, že ho hráli v divadélku v sasko-meiningenských lázních Bad Liebenstein. V Detmoldu hrál jednoho z „mládenců“ v Jírovcově singspielu skladatel Albert Lortzing. Výjimečnou událostí bylo, když se Mládenecké hospodářství – německý singspiel vzniklý podle francouzské opéry comique – dostal zpět do francouzsky mluvícího prostoru: 26. listopadu 1821 mělo premiéru v belgickém Lutychu pod názvem Le Ménage de garçon. Něco podobného se z Jírovcových oper podařilo už jen té nejznámější, Očnímu lékaři.
Jírovec zřejmě nebyl jediným, kdo zhudebnil toto libreto; roku 1812 měla v královském divadle v Mnichově opera se stejným jménem od autora pod pseudonymem „Monsieur Auguste“, která propadla.

## Osoby a první obsazení
| osoba                                  | hlasový obor | premiéra (18. června 1807)                  |
| -------------------------------------- | ------------ | ------------------------------------------- |
| Waldström                              | tenor        | Wilhelm Ehlers                              |
| Freudenthal, jeho přítel               | tenor        | Anton Neumann                               |
| Billing, Wallströmův strýc             | bas          | Carl Friedrich Clemens Weinmüller           |
| Allmann                                | tenor        | Carl Ignaz Anton Demmer                     |
| Madame Stillriedová, vdova, jeho dcera | soprán       | Antonia Juliana Laucher (pozd. von Nespern) |
| Leuthelm                               | bas          | Ignaz Saal                                  |
| Dirigent: Vojtěch Jírovec              |              |                                             |
| Výprava: Johann Janitz                 |              |                                             |

## Děj opery
(Scéna představuje dvě garsoniéry – Waldströmovu a Freudenthalovu – propojené dveřmi.

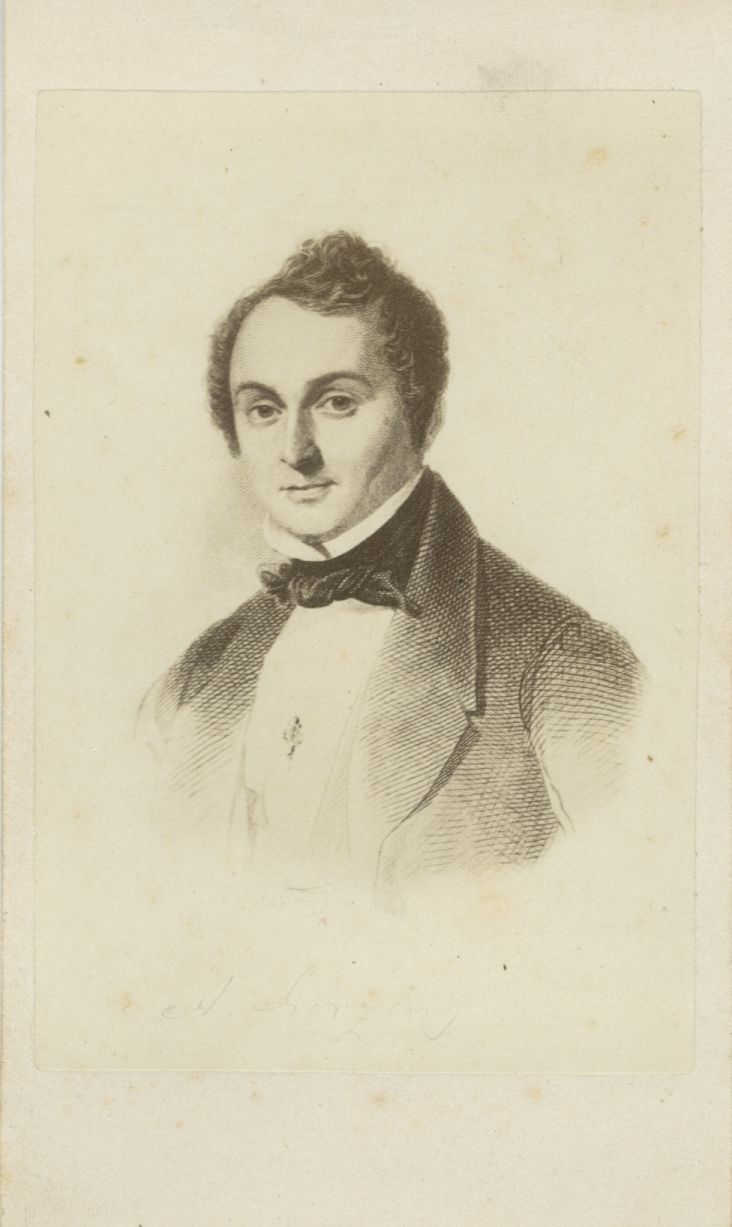
Ve svém mládí hrál roli Freudenthala v Mládeneckém hospodářství i skladatel Albert Lortzing.

U Waldströma, svobodného mladého muže bz stálého zaměstnání, je na návštěvě jeho strýc Billing. Doslechl se totiž o synovcových dluzích, ale Waldström se dušuje, že jsou to jen pomluvy (duet Herr Neffe, seit ich um Dich bin). Billingův zájem pramení z toho, že nad osiřelým Waldströmem dohlíží jménem jeho zesnulých rodičů i svého bratra, indického obchodníka. Waldström odvádí řeč od svých financí a prozrazuje strýci, že se uchází o mladičkou a zámožnou vdovu, paní Stillfeldovou. Nakonec Waldström zmiňuje nesměle snídani, ale strýc musí běžet za jinými záležitostmi.
Synovec si oddechne – není doma ani sousta a jeho sluha kvůli dlouho nevyplácené gáži včera podal výpověď. Spoléhá se na to, že jeho soused a dobrý přítel Freudenthal mu nějaké peníze půjčí. Jenže Freudenthal se vrací z noci strávené hrou v karty a oznamuje, že všechny své peníze prohrál. Jako Waldströma, i jeho pronásledují věřitelé. Zato doručil Waldtsrömovi lístek oznamující, že se k němu chystají paní Stillfeldová a její otec Allram na snídani. Waldström je však nemůže pohostit bez sluhy – a protože Freudenthal očekává návštěvu věřitelů zítra, uzavřou přátelé smlouvu, že Freudenthal bude dnes hrál Waldströmova sluhu a zítra si vymění role. Hned si své úlohy nacvičují (duet Johann! – Sie rufen?).

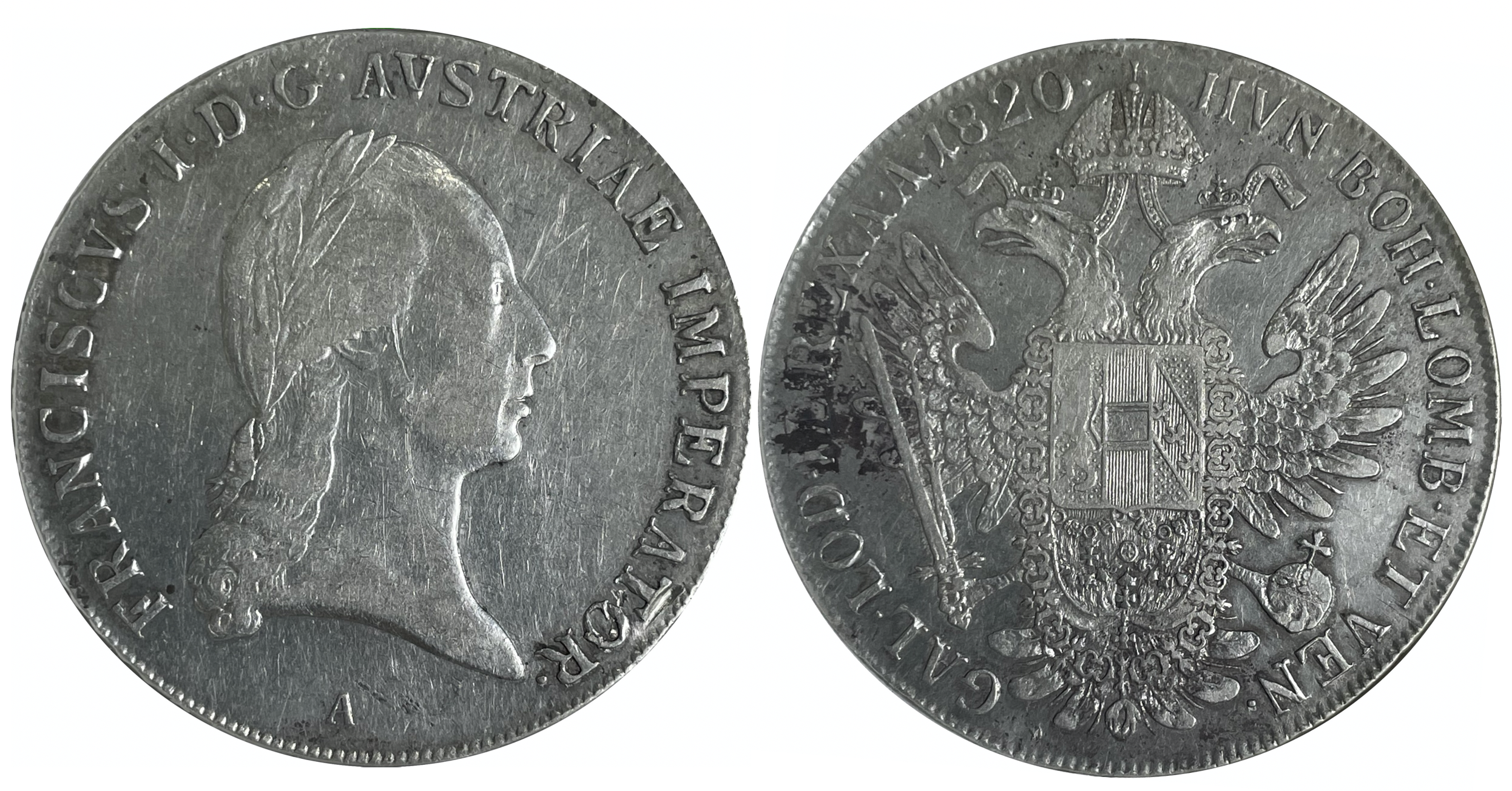
Rakouský stříbrný tolar z doby císaře Františka I.

Freudenthal vyráží najít potraviny na úvěr a Waldström zatím sní o ženách obecně (árie Ihr mit den Feuerblicken) a paní Stillfeldové zvláště. Freudenthal se vrací s nepořízenou: u všech obchodníků v okolí už jsou zadluženi a nic víc bez placení nedostanou. Po dlouhém hledání v obou bytech naleznou alespoň jeden tolar, který opěvují (duet Triumph! Triumph! Du bist gefunden). S tím už se dá něco udělat, a pro dlouhodobější financování sepisuje Freudenthal inzerát na prodej svého fortepiána.

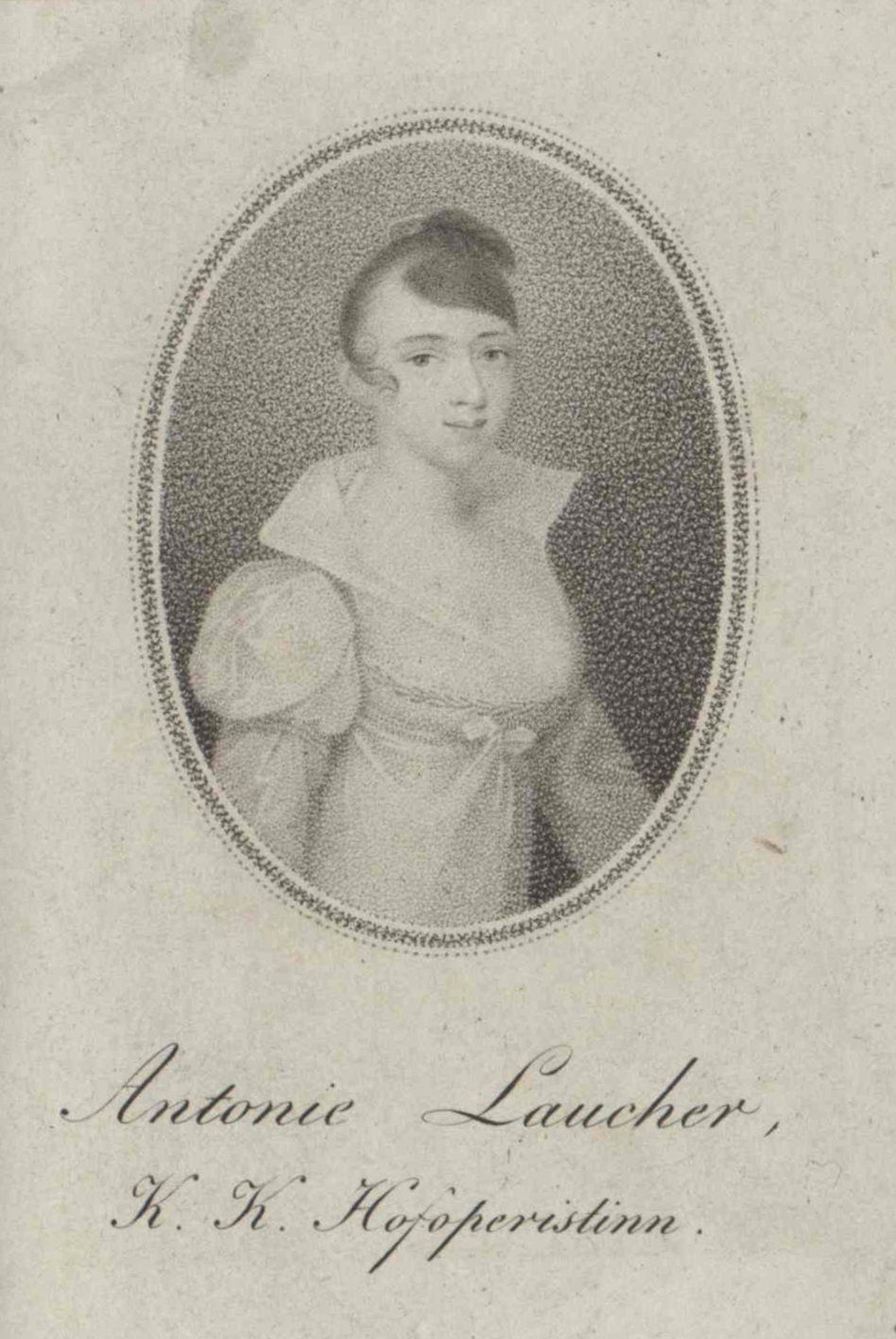
Pěvkyně Antonie Laucherová hrála v první inscenaci Mládeneckého hospodářství mladou bohatou vdovu paní Stillfeldovou. Rytina z roku premiéry, 1807.

Brzy poté přicházejí Allram a paní Stillfeldová. Waldström se jí koří, ale vdova se do nového manželství nežene (árie Der Ehestand knüpft mit goldnen banden). Než začnou mít hostí podezření, vrací se Freudenthal s košem jídla a jakožto Waldströmův sluha servíruje snídani. Jeho chování i oděv, stejně jako jeho virtuózní hra na klavír jsou na sluhu zarážející, ale hostiteli se podaří všechny nesrovnalosti zamluvit. Pak však zazní ve Freudenthalově bytě bušení na dveře – jeho věřitel Leuthelm dorazil omylem o den dříve a rovněž se dožaduje snídaně. Waldström musí příteli oplatit dluh, a tak chvíli posluhuje Freudenthal u něho a chvíli on u Freudenthala. I jídlo a pití k snídani musejí nenápadně sdílet. V tomto zmatku se Leuthelm dožaduje splacení dluhů a Waldström se pokouší vyznávat paní Stillfeldové lásku (kvintet Wie? kann ich nicht Ihr Herz bewegen?)
Ke všemu dorazí do Freudenthalova bytu strýc Billing zajímající e o koupi klavíru a žasne, jak se Freudenthalův sluha podobá jeho synovci. A když pak přejde do vedlejšího bytu na snídani k Waldströmovi, diví se opět, že synovcův sluha jako by z oka vypadl jeho sousedovi. Manévry a přebíhání mladíků z jednoho bytu do druhého se stanou příliš náročnými, a když hosté najdou spojující dveře, musí oba mládenci kápnout božskou.
Naštěstí pan Leuthelm má zvláštní poslání od Billingova bratra a Waldströmova strýce z Indie: má mladíkovi vyplatit tolik peněz, kolik bude potřebovat, a deset tisíc zlatých rovnou. Na základě této zprávy a Billingova svědectví o synovcově mravní zachovalosti paní Stillfeldová změní svůj názor na nový sňatek a s otcovým požehnáním Waldströma vyslyší. Všichni se radují: mládeneckému hospodářství je konec (vaudevillové finále Gott segne Eurer Zukunft Stunden).